# بارنستون-وست، کبک
بارنستون-وست (به فرانسوی: Barnston-Ouest) شهری در منطقه شهری کوتیکوک ناحیه استری در استان کبک کانادا است. در سرشماری سال ۲۰۱۱ این شهر ۶۰۴ نفر جمعیت داشته‌است و مساحت آن ۹۷٫۹ کیلومتر مربع است.